# درمعي (سردشت)
درمعي (بالفارسية: درمعی) هي قرية تقع في إيران في قسم سردشت الريفي.